# Altarskåp

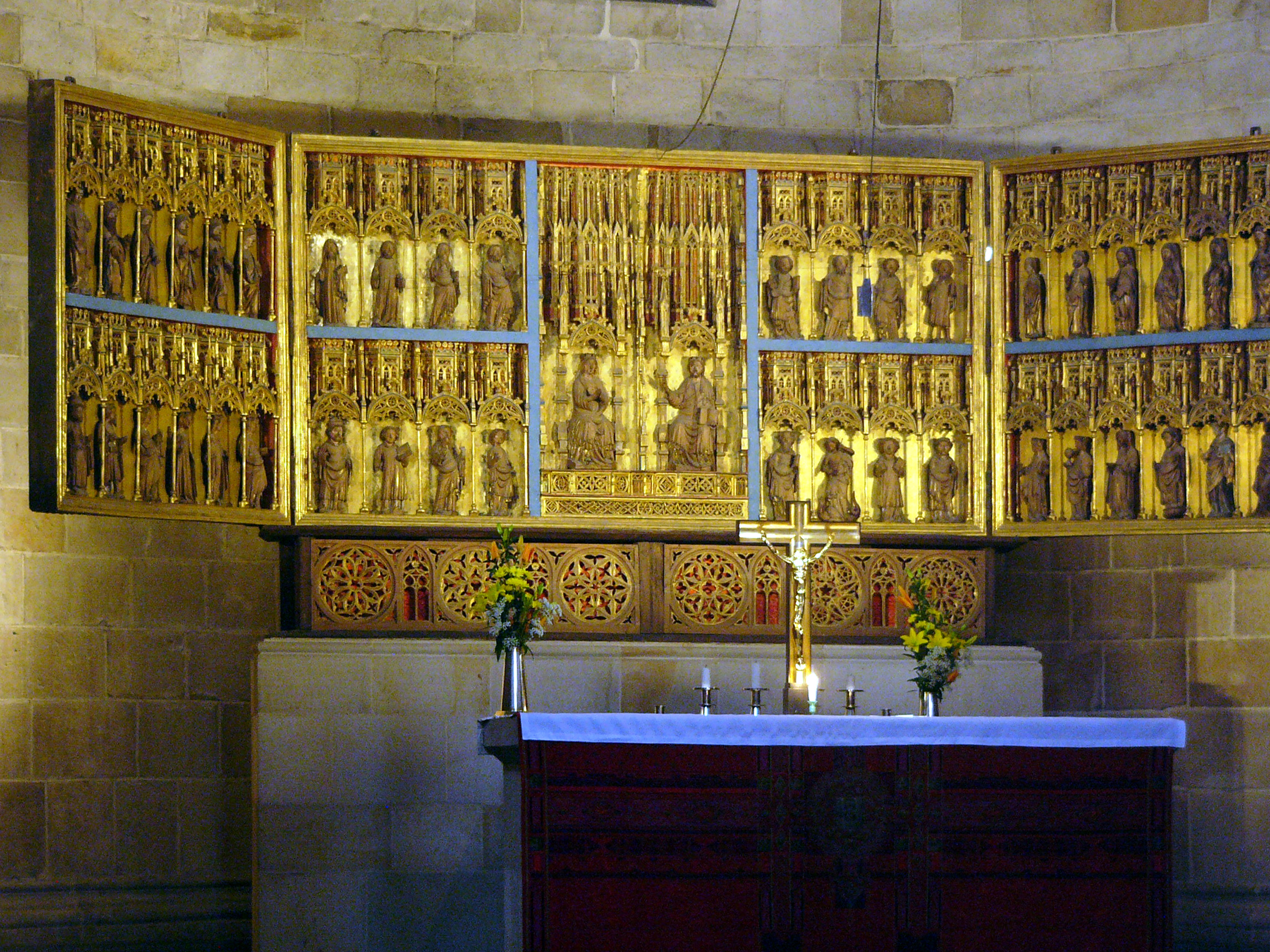
Högaltarskåpet och altaret i Lunds domkyrka.

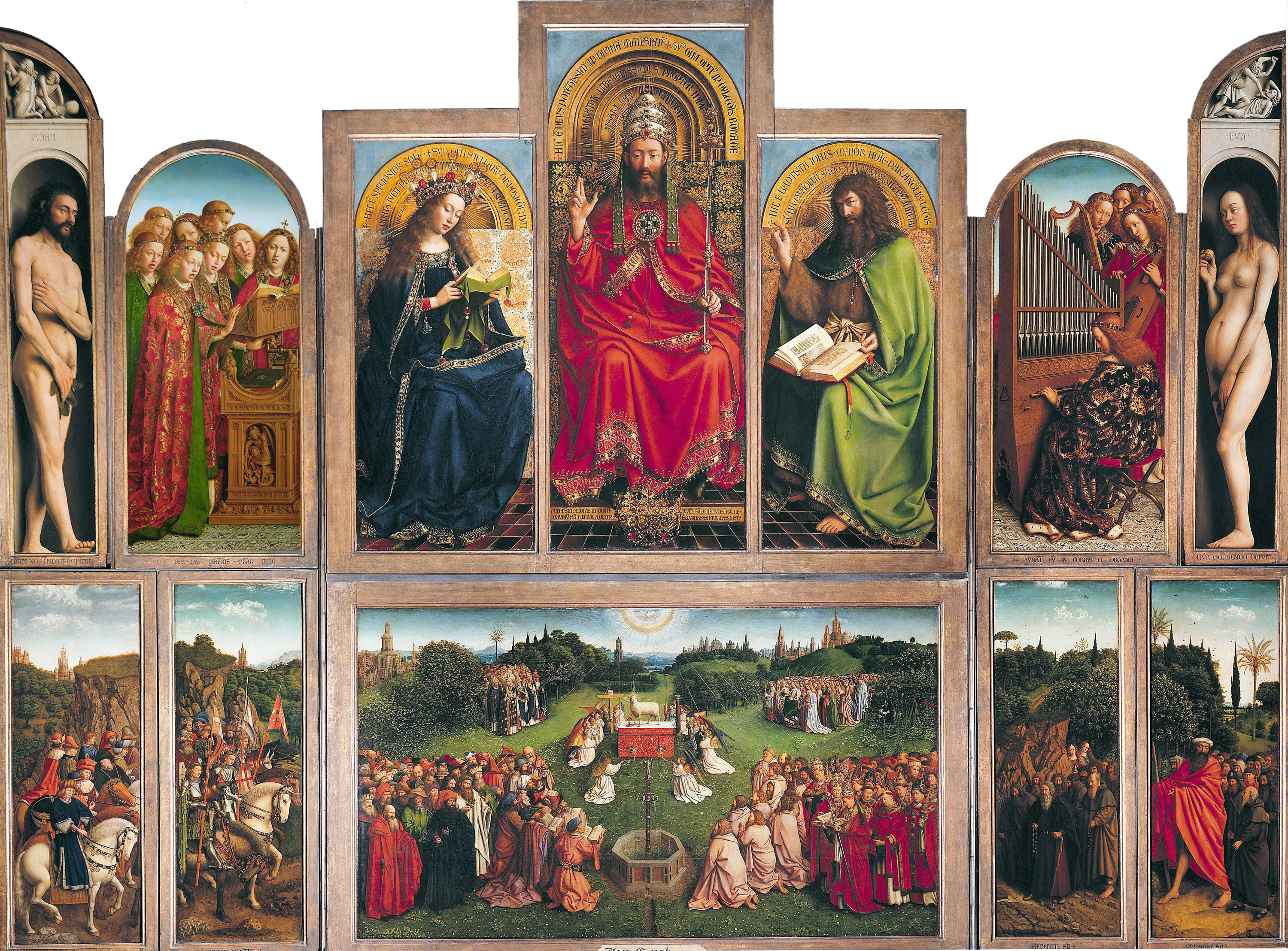
Altarskåp av Jan van Eyck i Gent

Altarskåp är ett slags altartavla utformat som ett skåp med skulpturer och eller målningar som står bakom altaret i äldre kyrkor.
Som monumental prydnad av altaret tjänstgjorde under medeltiden altarskåpen. Det hela började med att man på 1200-talet ofta fäste en skärm med målade eller skulpterade bilder, ett så kallat ”retabel”, vid altarets bakre kant. Under 1300-talet utvecklades denna skärm till ett skåp med stängbara dörrar. Dörrarna kunde slutas och öppnas enligt ett speciellt mönster som symboliserade kyrkoårets olika faser.
1400-talet är altarskåpens stora blomstringstid. Dessa skåp beställdes oftast från verkstäder i norra Tyskland. Skåpen står på en träfot, predellan, som ofta har en framsida med målningar av till exempel de fyra kyrkofäderna. Själva skåpen består att ett fast mittparti med figurframställningar, det så kallat corpus. Här finns en central bild, ofta en korsfästelsescen. På dörrarnas insidor finns också skulpterade framställningar av heliga personer och på dörrarnas baksidor målningar av olika helgon. Ofta är dörrarna dubbeldörrar, så att man kunde skapa ett flertal öppningsvarianter. Kända tyska verkstäder från 1400-talet leddes av Johannes Stenrat och av Bernt Notke.
Runt 1500 hämtas ofta altarskåp från Flandern. Dessa kännetecknas av ett myller av människoframställningar, inramade av ett rikt så kallat masverk. Vadstena, Västerås, Bro kyrka och Strängnäs är några stora kyrkor där denna typ av altarskåp finns. I Odense domkyrka i Danmark finns ett praktexemplar, utfört av Claus Berg i Lübeck ca 1520.
Efter reformationen på 1500-talet började de medeltida altarskåpen att ersättas av altaruppsatser. Förebilden hämtades från Italien där man placerat en målning eller skulptur som centrum i en dekorativ hög ställning. Genom att bygga på olika målningsmotiv på höjden skapade man en värdig bakgrund för altaret. I de större altaruppsatserna kan man i olika våningar följa Jesu sista stunder på jorden: nederst nattvarden, sedan korsfästelsen, uppståndelsen och himmelsfärden. Tavlorna, eller i mindre kyrkor tavlan, omges av ett rikt träsnideri föreställande allegoriska bilder av dygderna, änglar, huvuden och Jesus med segerfanan.
Under 1800-talet domineras altaruppsatserna ofta av någon form av altartavla. Den enorma popularitet som den danske konstnären Bertel Thorvaldsens Jesusbild, visande Jesus med utsträckta händer, väckte finns också omsatt i en hel del altarprydnader från denna tid. Altaruppsatserna kunde också vid denna tid helt ersättas av enbart ett stort kors.